# Município de Jackson (condado de Coshocton, Ohio)
O município de Jackson (em inglês: Jackson Township) é um município localizado no condado de Coshocton no estado estadounidense de Ohio. No ano de 2010 tinha uma população de 1.947 habitantes e uma densidade populacional de 23,69 pessoas por km².

## Geografia
O município de Jackson encontra-se localizado nas coordenadas 40° 16′ 05″ N, 81° 56′ 09″ O. Segundo a Departamento do Censo dos Estados Unidos, o município tem uma superfície total de 82.17 km², da qual 81,58 km² correspondem a terra firme e (0,71 %) 0,59 km² é água.

## Demografia
Segundo o censo de 2010, tinha 1.947 habitantes residindo no município de Jackson. A densidade populacional era de 23,69 hab./km². Dos 1.947 habitantes, o município de Jackson estava composto pelo 97,89 % brancos, o 1,03 % eram afroamericanos, o 0,1 % eram amerindios, o 0,41 % eram asiáticos, o 0,36 % eram de outras raças e o 0,21 % eram de uma mistura de raças. Do total da população o 0,56 % eram hispanos ou latinos de qualquer raça.